# 스공드 리그
스공드 리그(프랑스어: Seconde Ligue)는 프랑스의 프로 여자 축구 2부 리그로 현재 12개 팀이 참가하고 있으며 상위 리그로는 프르미에르 리그, 하위 리그로는 디비지옹 3 페미닌이 있다.

## 역사
디비지옹 2 페미닌은 1982년에 디비지옹 1 페미닌의 하위 리그로 설립되었다. 1986년에 디비지옹 1 페미닌과 디비지옹 2 페미닌이 단일 리그로 통합되면서 폐지되었다가 1992년에 디비지옹 1 페미닌이 나시오날 1A(National 1)로 개편되면서 나시오날 1A의 하위 리그인 나시오날 1B(National 1B)로 다시 설립되었다.
2002년에 디비지옹 3 페미닌(Division 3 Féminine)이 신설되면서 디비지옹 2 페미닌으로 개편되었으며 리그 진행 방식 또한 바뀌었다. 디비지옹 2 페미닌에 참가한 20개 팀을 2개 조로 나누어 리그전을 진행한 다음에 각 조 1, 2위를 차지한 4개 팀이 결선 리그에 진출하고 결선 리그에서 1, 2위를 차지한 2개 팀이 디비지옹 1 페미닌으로 승격되는 방식이었다.
2010년에 디비지옹 3 페미닌이 폐지되면서 디비지옹 2 페미닌은 36개 팀을 3개 조로 나누어 리그전을 진행한 다음에 각 조에서 1위를 차지한 3개 팀이 디비지옹 1 페미닌으로 승격되는 방식으로 개편되었다. 2016-17 시즌에서는 24개 팀이 2개 조로 나누어 리그전을 진행하는 방식으로 개편되었다.

## 진행 방식
디비지옹 2 페미닌은 홈 앤 어웨이 방식의 리그전으로 진행되는데 24개 팀을 2개 조로 나누어 진행한다. 각 조에 속한 팀들은 한 팀당 22경기를 치른다.
디비지옹 2 페미닌에서 각 조 11위, 12위를 기록한 4개 팀은 리그 레지오날 드 풋볼로 강등되고, 각 조 10위를 기록한 팀은 리그 레지오날 드 풋볼 팀과의 승강 플레이오프로 진출하여 잔류 또는 강등 여부를 결정한다. 각 조 1위를 기록한 2개 팀은 디비지옹 1 페미닌으로 승격되는데 디비지옹 2 페미닌에 참가했던 각 조의 상위 6개 팀 중에서 가장 높은 순위를 기록한 팀이 디비지옹 2 페미닌의 우승 팀이 된다.

## 2019-20 시즌 참가 팀
| A조 - ASPTT 알비 (ASPTT Albi) - 알비 - 베르주라크 페리고르 FC (Bergerac Périgord FC) - 베르주라크 - FF 이시 (FF Issy) - 이시레몰리노 - ESOFV 라로슈쉬르용 (ESOFV La Roche-sur-Yon) - 라로슈쉬르용 - 몽토방 FC (Montauban FC) - 몽토방 - FC 낭트 (FC Nantes) - 낭트 - US 오를레앙 (US Orléans) - 오를레앙 - 로데스 AF (Rodez AF) - 로데스 - 스타드 브레스트 29 (Stade brestois 29) - 브레스트 - 툴루즈 FC (Toulouse FC) - 툴루즈 - US 생말로 (US Saint-Malo) - 생말로 - VGA 생모르 (VGA Saint-Maur) - 생모르데포세 | B조 - 아미앵 SC (Amiens SC) - 아미앵 - 아라스 FCF (Arras FCF) - 아라스 - 그르노블 푸트 38 (Grenoble Foot 38) - 그르노블 - 르아브르 AC (Le Havre AC) - 르아브르 - 릴 OSC (Lille OSC) - 릴 - AS 낭시 (AS Nancy) - 낭시 - OGC 니스 (OGC Nice) - 니스 - RC 생드니 (RC Saint-Denis) - 생드니 - AS 생테티엔 (AS Saint-Étienne) - 생테티엔 - 토농 에비앙 FC (Thonon-Évian FC) - 안시 - FC 벤데나임 (FC Vendenheim) - 벤데나임 - FF 이죄르 (FF Yzeure) - 이죄르 |